# Штромберг, Альберт Иванович
Альберт Иванович Штромберг (1900, Рига — 1976, Москва) — советский военачальник, генерал-лейтенант танковых войск, доктор военных наук.

## Биография
Окончил шестиклассное училище в 1915 году.
В июле 1918 года вступил в РККА. В 1918—1919 годах обучался на 1-х Петроградских советских командных артиллерийских курсах. В ноябре 1919 года назначен командиром взвода Сводной запасной батареи 12-й армии. В апреле 1920 года назначен командиром взвода 2-го легкоартиллерийского дивизиона 45-й стрелковой дивизии. В сентябре 1921 года назначен адъютантом командира 2-го легкоартиллерийского дивизиона 45-й стрелковой дивизии. С августа 1923 года служил в штабе 13-го стрелкового корпуса в Бухаре. В 1924—1926 годах обучался на артиллерийском отделе Киевской объединённой школы командиров. В 1926—1927 годах служил на командных должностях в 65-м артиллерийском полку 22-й стрелковой дивизии.
В 1927—1930 годах обучался в Военной академии имени М. В. Фрунзе. В 1930—1932 годах служил в штабе 1-й механизированной бригады имени К. Б. Калиновского. В июле 1932 года назначен помощником начальника 1-го отдела 1-го управления Управления механизации и моторизации РККА. В июне 1934 года назначен начальником штаба 14-й механизированной бригады. С введением персональных званий присвоено звание полковника. В июне 1936 года назначен заместителем начальника 1-го отдела Автобронетанкового управления РККА. 16 августа 1936 года награждён орденом Красной Звезды.
В 1936—1938 годах обучался в Высшей академии Генерального штаба РККА. В апреле 1938 года назначен помощником начальника кафедры по автобронетанковым войскам кафедры тактики высших соединений Академии Генерального штаба РККА. 2 апреля 1940 года присвоено звание комбрига. 4 июля 1940 года присвоено звание генерал-майора танковых войск. В ноябре 1940 года назначен временно исполняющим должность начальника 2-го курса Академии Генерального штаба РККА. В мае 1941 года назначен временно исполняющим должность начальника кафедры оперативного искусства Академии Генерального штаба.
15 июля 1941 года назначен начальником оперативного отдела — заместителем начальника штаба войск Юго-Западного направления. В октябре 1941 года назначен старшим преподавателем кафедры оперативного искусства Военной кадемии Генерального штаба РККА имени К. Е. Ворошилова. В декабре 1942 года назначен начальником автобронетанковой кафедры Высшей военной академии имени К. Е. Ворошилова. 22 февраля 1944 года «за достигнутые успехи в деле подготовки общевойсковых офицерских кадров» награждён орденом Красной Звезды.
22 августа 1944 года назначен исполняющим должность начальника штаба 6-й гвардейской танковой армии. 13 сентября 1944 года «за четкую организацию управления войсками Армии и личное смужество и храбрость» награждён орденом Богдана Хмельницкого II степени. Руководил штабом армии во время проведения Дебреценской, Будапешской и Венской наступательных операций и «за чёткую организацию взаимодействи и управление войсками в бою, проявленное при этом мужество и отвагу» награждён 28 апреля 1945 года орденом Кутузова I степени. 19 апреля 1945 года присвоено звание генерал-лейтенанта танковых войск.
Во время советско-японской войны руководил штабом и войсками армии во время проведения Хингано-Мукденской операции и освобождения города Порт-Артур и 14 сентября 1945 года «за четкое планирование, организацию операции и обеспечение успешного управления войсками, проявленные при этом мужество и отвагу» награждён вторым орденом Кутузова I степени.
В феврале 1946 года назначен заместителем начальника Военная ордена Ленина академия бронетанковых и механизированных войск Красной Армии имени И. В. Сталина по оперативно-тактической подготовке. 12 марта 1952 года прикомандирован к докорантуре Высшей военной академии имени К. Е. Ворошилова. 22 сентября 1958 года назначен старшим группы Высшей военной академии НОАК.
11 ноября 1960 года уволен в отставку.